# Science Advances
Science Advances è una pubblicazione scientifica ad accesso aperto e revisione paritaria della American Association for the Advancement of Science, di cui è stata la prima rivista open access di grado "gold" e la prima a essere pubblicata solamente online. Le materie trattate dalla rivista includono ogni area scientifica, dalle scienze biologiche a quelle fisiche, sociali, informatiche e ambientali.

## Storia
La creazione di Science Advances fu annunciata nel febbraio 2014 e la rivista pubblicò il suo primo articolo all'inizio del 2015. L'impact factor della rivista nel 2018 è stato 11,5, in linea con l'11,51 fatto registrare nel 2017, il che la pone al primo posto tra le riviste ad accesso aperto, mentre, nei suoi primi tre anni di vita, al suo staff di editori sono stati sottoposti circa 12.000 articoli; di questi, circa 2.000 sono stati pubblicati, con un tasso di accettazione pari a circa il 17%.

## Struttura editoriale
Le decisioni editoriali sono prese da un consiglio composto interamente da ricercatori attivi, attualmente oltre 160, coadiuvati da revisori paritari esterni, e supportati a tempo pieno da uno staffi di professionisti dell'editoria. Il consiglio è diviso in gruppi editoriali, ognuno dei quali è composto da un caporedattore affiancato da redattori associati. Science Advances è l'unica pubblicazione della American Association for the Advancement of Science in cui la totalità delle scelte editoriali viene effettuata da ricercatori.

## Politicheopen access
Tutti gli articoli vengono pubblicati dalla rivista sotto licenza Creative Commons (CC-BY-NC) e la rivista permette agli autori di pagare un costo aggiuntivo per attivare il riutilizzo commerciale. All'epoca del lancio di Science Advances, questa politica fu aspramente criticata da parte dei sostenitori dell'open access, i quali avrebbero preferito l'utilizzo di una meno restrittiva licenza CC-BY.